# Benjaminite
La benjaminite è un minerale appartenente al gruppo omonimo.